# Ermitaż (architektura)
Ermitaż (fr. ermitage, pustelnia) – budowla w postaci niewielkiego pawilonu ogrodowego lub parkowego, także reprezentacyjny budynek umieszczany najczęściej na uboczu. Inaczej: erem, eremitorium, pustelnia, ustronie, świątynia dumania.
Ermitaż przeznaczony był, zgodnie z panującą modą i zwyczajami, do romantycznych samotnych rozmyslań i medytacji, a także na niewielkie przyjęcia. Zwyczaj budowania ermitaży rozpowszechnił się w XVII i XVIII w. we Francji i Niemczech. W Polsce przykładem jest zachowany do dziś ermitaż w Łazienkach Królewskich w Warszawie. Czasami w ermitażu umieszczano zbiory sztuki oraz kolekcje osobliwości.